# Tobia ben Elieser
Tobia ben Elieser (hebr. טוביה בן אליעזר) war ein vermutlich aus Griechenland, nach anderen aus Magenza/Mainz stammender, in Kastoria wirkender jüdischer Gelehrter und Poet des 11. Jahrhunderts und wurde insbesondere als Verfasser einer Midrasch-Sammlung zu Tora und den  Megillot unter dem Titel Lekach tov (לקח טוב „gute Lehre“) – mit diesen Worten aus Spr. 4,2 beginnt das Werk –  bekannt.
Das Werk wurde auch unter dem Titel Pesikta zutarta tradiert.

## Werke
- Salomon Buber (Hg.): Lekach-Tob (Pesikta Sutarta). Ein agadischer Commentar zum ersten und zweiten Buche Mosis von R. Tobia ben Elieser. Wilna 1880, Nachdruck o. O. o. J.
- J. M. Padwa (Hg.): Midrash Leqah Tov … al Hamisha Humshe Tora (Wajjiqra, Bemidbar, Devarim). Wilna 1880, Nachdruck o. O. o. J.